# Гіппокрена
Пісню свою почнемо ми від муз геліконських, що мають

На Геліконі житло, на великій горі божественній,

Попри блакитну криницю своїми стрункими ногами

Довкола вівтаря Зевса могутнього танці виводять,

Гарні скупавши тіла у холодних Термесових хвилях

Або в воді Гіпокрени, чи в хвилях святого Ольмея.

Аж на вершок Гелікону виводять свої хороводи,

Гарні, чарівні, дрібцюючи ніжними мірно ногами.

Відси, окутані млою густою, вони вилітають,

Поночі понад землею виводять прегарнії співи.
Гесіод. Теогонія. Вірші 1-10.
Гіппокре́на, Іппокре́на (дав.-гр. Ἱπποκρήνη, від ἵππος — «кінь», та κρήνη — «джерело») — термін з давньогрецької міфології. Також — Гіпокрена.
1. Джерело, присвячене Аполлонові й музам джерело на горі Гелікон у Беотії, яке, за переказом, утворилося від удару копита Пегаса. Мало чудесну властивість надихати поетів. У «Теогонії» Гесіода згадується як місце купання муз[2].

1. Джерело того самого походження в околицях Тройзена в Аргосі, куди приїхав на Пегасі за нареченою Беллерофонт.